# Prey Veng (ville)
Pour les articles homonymes, voir Prey Veng.
Prey Veng (khmer : ក្រុងព្រៃវែង) est la capitale de la province de Prey Veng, située dans le sud-est du Cambodge. 
La ville est située sur la route nationale 11, entre Nak Loeung et Kampong Cham, à environ 2h30 de route de Phnom Penh et 3 heures de Hô-Chi-Minh-Ville. 